# Lucio Magri
Lucio Magri (Ferrare, 19 août 1932 - Bellinzona, 28 novembre 2011) est un homme politique et un essayiste italien.

## Biographie
Magri rejoint le PCI en 1957, après une expérience dans la jeunesse chrétienne-démocrate de Bergame, dont il est presque élu secrétaire national. Il est accueilli au secrétariat du parti à Bergame, puis au conseil régional de Lombardie, et de là, il passe à Botteghe Oscure, où il travaille avec Napolitano et Barca dans le département du travail de masse.
Il devient célèbre à la suite de son discours à la conférence sur Gramsci en 1963 dans lequel il expose les caractéristiques du néo-capitalisme et polémique avec Amendola.
En 1969, après le choc de l'invasion soviétique de la Tchécoslovaquie à la suite du printemps de Prague, en désaccord avec la position du PCI, il fait partie des animateurs (avec Rossana Rossanda, Luigi Pintor, Aldo Natoli, Valentino Parlato, Luciana Castellina et d'autres) du groupe qui anime la revue il manifesto, qu'il dirige, ce qui lui vaut d'être exclu du parti.
En 1971, il participe avec les autres à la transformation du magazine en journal, qui existe encore aujourd'hui. Par la suite, il se distancie du groupe, fondant en 1974 le Parti d'unité prolétarienne pour le communisme, dont il est le secrétaire  . En 1976, il rencontre Marta Marzotto, avec qui il se met en couple pendant dix ans  .
Il fusionne l'ensemble de son parti avec le PCI en 1984. Lors de la transformation du PCI en PDS en 1991, il décide de rejoindre le Parti de la refondation communiste, fondant un courant interne dont la structure rappelle le groupe de direction de l'ancien PdUP pour le communisme.
Le 14 juin 1995, son courant quitte le parti pour former le Mouvement communiste unitaire, sur une position de soutien au gouvernement Dini. Par la suite, le Mouvement apparaît parmi les forces fondatrices des Démocrates de Gauche, un tournant auquel Magri n'adhère pas, préférant se retirer pour écrire dans il manifesto.
Il fonde ensuite et dirige la Revue du manifeste, un mensuel d'analyse politique approfondie qui est publiée en 56 numéros de novembre 1999 à décembre 2004. En 2009, il publie Le tailleur d'Ulm. Une histoire possible du PCI (il Saggiatore, Milan), une tentative de retracer l'histoire du Parti communiste en Italie et dans le monde dans la seconde moitié du XXe siècle, mettant en évidence les nombreuses bifurcations qui, croisées différemment, auraient pu amener le mouvement communiste italien à un résultat très différent de sa situation actuelle.
En novembre 2011, déprimé par la mort de son épouse Mara Caltagirone (1946 - 2009), il se rend à Bellinzone en Suisse où, malgré l'opposition de ses amis, il demande à un ami médecin de l'aider dans une procédure de suicide assisté, mettant fin à ses jours à l'âge de 79 ans ,,,,.
Le 3 décembre 2011, il est enterré à côté de sa femme Mara dans le cimetière de Recanati. À cette occasion, Famiano Crucianelli lit la dernière lettre de Magri .
En 2021, la première biographie de Magri est publiée, écrite par Simone Oggionni, avec une préface de Luciana Castellina et une postface de Famiano Crucianelli .

## Œuvres
- L'état du mouvement de protestation, la situation politique, les objectifs immédiats et prospectifs de notre lutte, Parti et Syndicat, à l'Institut d'études communistes, le Parti, le syndicat et la politique des revenus. Séminaire, 18-22.7.1964, sl, gauche, 1964.
- La valeur et la limite des expériences frontistes, dans "Critica marxista", juillet-août 1965.
- Considérations sur les événements de mai, Bari, De Donato, 1968.
- Préface à Luciana Castellina, Qu'y a-t-il en Amerika?, Vérone, Bertani, 1973.
- Une nouvelle opposition, une nouvelle force politique pour renverser la crise du système, contre le système, avec Rossana Rossanda et Luigi Pintor, Rome, Il manifesto, 1973.
- Préface à Classe, conseils, parti, Rome, Alfani, 1974.
- Qualité et dynamique de la crise, dans Sortir de la crise du capitalisme en crise. Actes de la conférence d'Ariccia, 8-9 février 1975, Rome, Savelli, 1975.
- Le tailleur d'Ulm. Une histoire possible du PCI , Milan, Il saggiatore, 2009.  (ISBN 978-88-428-1608-9) .
- À la recherche d'un autre communisme, Milan, Il saggiatore, 2012.  (ISBN 978-88-428-1861-8) .